# نونکا ماتوا
نونکا ماتوا (انگلیسی: Nonka Matova؛ زادهٔ ۲۰ october ۱۹۵۴ (۷۰ سال)) ورزشکار ورزش تیراندازی اهل بلغارستان است.
وی در مسابقات کشوری و بین‌المللی در مجموع برندهٔ ۱ مدال نقره شده‌است.

## حرفه
ماتوا در سال 1954 در پلوودیو متولد شد. در مسابقات قهرمانی جهان 50 متر تفنگ سه موقعیت ، او در سال 1974 نقره و در سال 1998 برنز را به دست آورد. او بخشی از تیم بلغارستان بود که در سال 1974 نقره ، در سال 1986 و 1990 طلا و در سال 1998 برنز را به دست آورد.
در مسابقات قهرمانی جهان 50 متر با تفنگ ، او در سال 1974 برنز و در سال 1986 نقره ای را به دست آورد. او همچنین بخشی از تیم بلغارستان بود که در سال های 1986 و 1990 نقره برد و بنابراین در چهل سال اول (1996-2006) و شمارش در تمام مدال های بلغارستان در این رویداد شرکت کرد.
در مسابقات قهرمانی جهان 10 متر تفنگ هوایی ، او در سال 1989 برنز فردی را به دست آورد و بخشی از تیم بلغارستان بود که در سال های 1985 ، 1987 و 1989 طلا را به دست آورد.
او از سال 1979 به عنوان یک افسر پلیس برای وزارت کشور بلغارستان کار کرده است و در سال 2003 به ژنرال ارتقا یافت. او از سال 2001 تا 2005 عضو 39th مجلس ملی بلغارستان برای حوزه انتخاباتی 17-PLOVDIV OKRAG شد.
ژنرال ماتوا همچنین صاحب یک باشگاه تیراندازی است.